# Niedźwiada-Kolonia
Niedźwiada-Kolonia – wieś w Polsce, w województwie lubelskim, w powiecie lubartowskim, w gminie Niedźwiada. Leży przy drodze wojewódzkiej nr 815. W latach 1975–1998 Niedźwiada-Kolonia należała administracyjnie do województwa lubelskiego.
Do 2023 miejscowość była częścią wsi Niedźwiada.
Miejscowość jest sołectwem w gminie Niedźwiada. 
Wierni Kościoła rzymskokatolickiego należą do parafii Najświętszej Maryi Panny Królowej Aniołów w Brzeźnicy Bychawskiej lub do parafii Najświętszego Serca Jezusowego w Niedźwiadzie.